# 皱叶小石藓
皱叶小石藓（学名：Weissia crispa）为丛藓科小石藓属下的一个种。

## 扩展阅读
- 維基物種上的相關：皱叶小石藓